# AHL 2013/14
Die Saison 2013/14 ist die 78. Spielzeit der American Hockey League (AHL). Während der regulären Saison bestreiten die 30 Teams der Liga jeweils 76 Begegnungen. Die jeweils acht besten Mannschaften der Eastern Conference und der Western Conference spielen anschließend in einer Play-off-Runde um den Calder Cup.

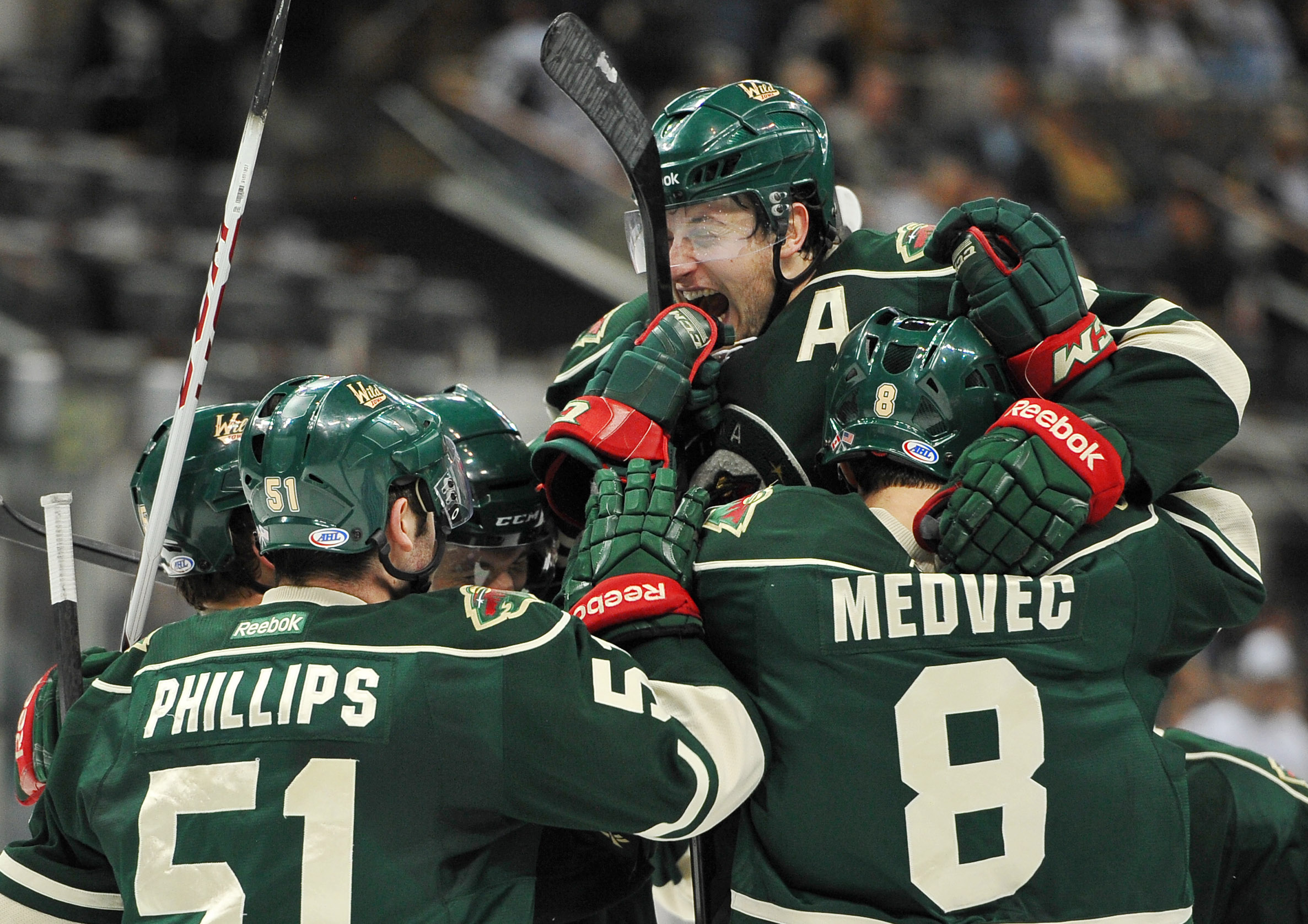
Die Iowa Wild nahmen den Spielbetrieb in der AHL auf ...

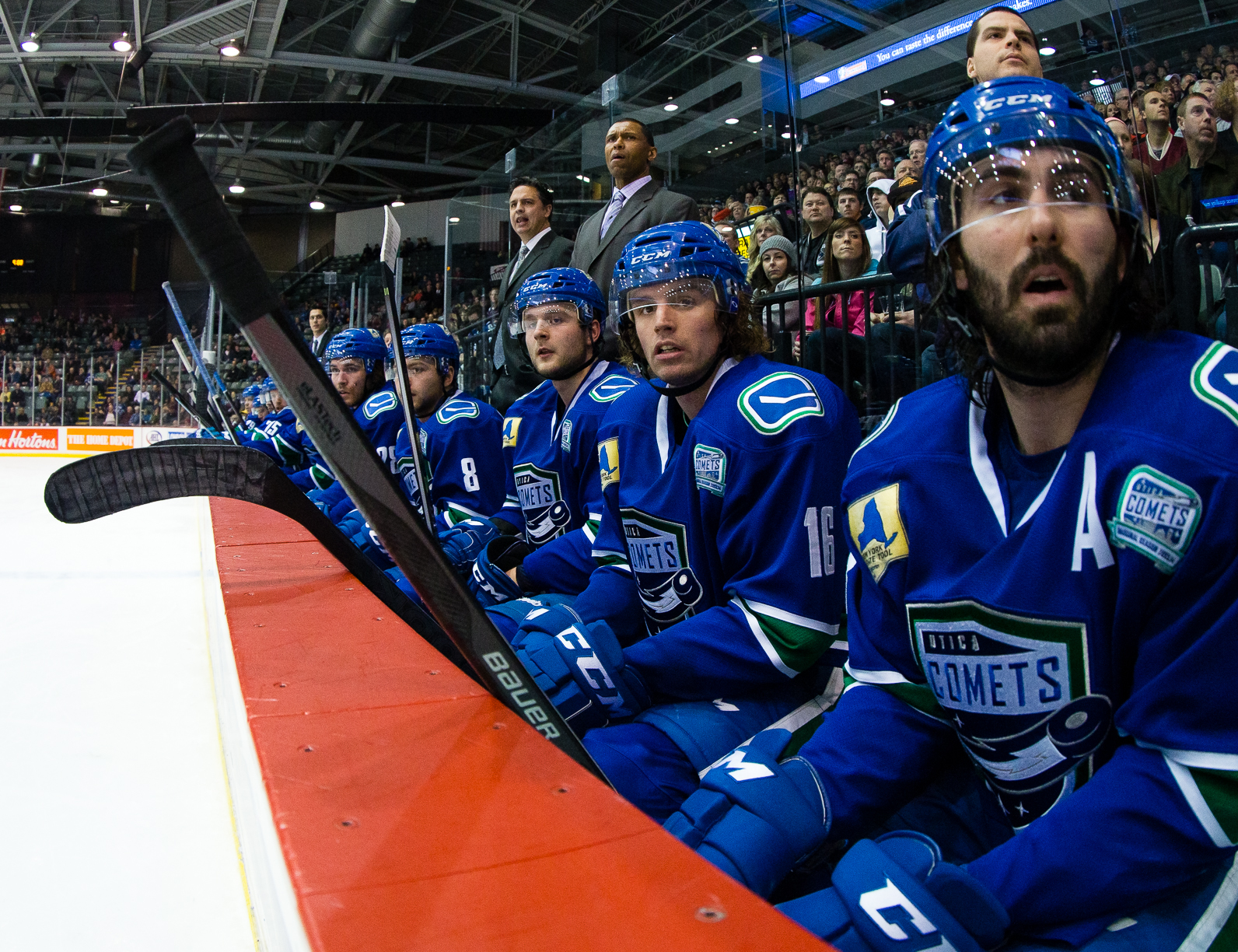
... genau wie die Utica Comets

## Teamveränderungen
Folgende Änderungen wurden vor Beginn der Saison vorgenommen:
- Die Houston Aeros aus Houston, Texas wurden nach Des Moines, Iowa umgesiedelt und setzten den Spielbetrieb unter dem Namen Iowa Wild fort.
- Die Peoria Rivermen aus Peoria, Illinois zogen nach Utica, New York und nahmen fortan als Utica Comets am Spielbetrieb teil. Bei den Comets änderte sich zudem die Zusammenarbeit mit der NHL, da die Mannschaft neu mit den Vancouver Canucks kooperierte. Der vorherige Partner der Canucks, die Chicago Wolves, kamen mit den St. Louis Blues zusammen, die vorher mit den Rivermen kooperiert hatten.
- Zudem änderten die Connecticut Whale ihren Namen zurück in Hartford Wolf Pack.

## Modus
Die 30 Mannschaften sind in zwei Conferences mit jeweils drei Divisions aufgeteilt und absolvieren jeweils 76 Spiele. Während der regulären Saison wird bei einem Unentschieden nach drei Dritteln der Sieger mit einer einmaligen 5-Minuten-Overtime und einem anschließenden Shootout ermittelt. Für die Playoffs qualifizieren sich je acht Mannschaften beider Conferences, die sich aus den jeweiligen Divisionssiegern sowie den weiteren Punkbesten zusammensetzen.

## Reguläre Saison

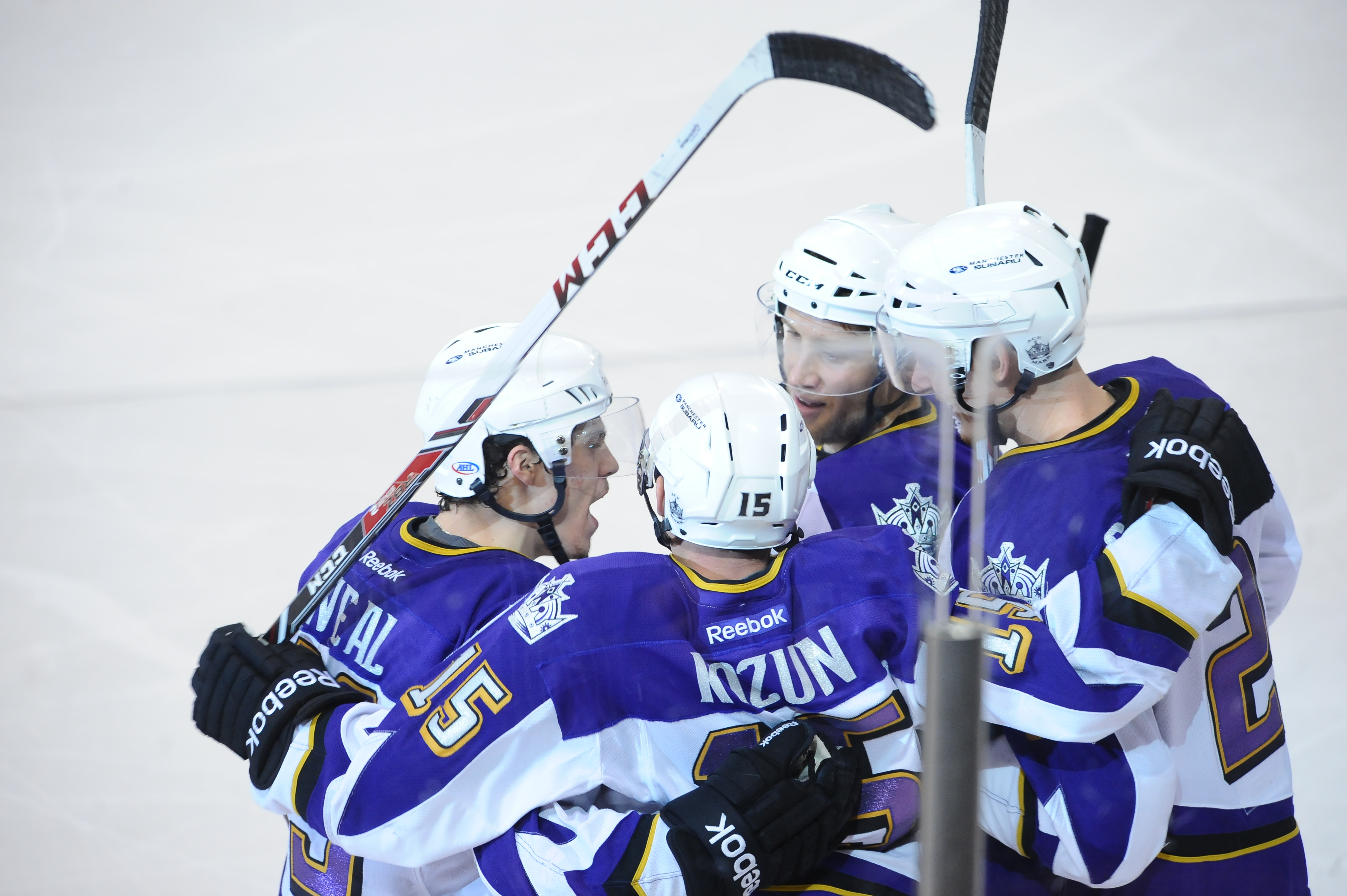
Die Manchester Monarchs gewannen die Eastern Conference

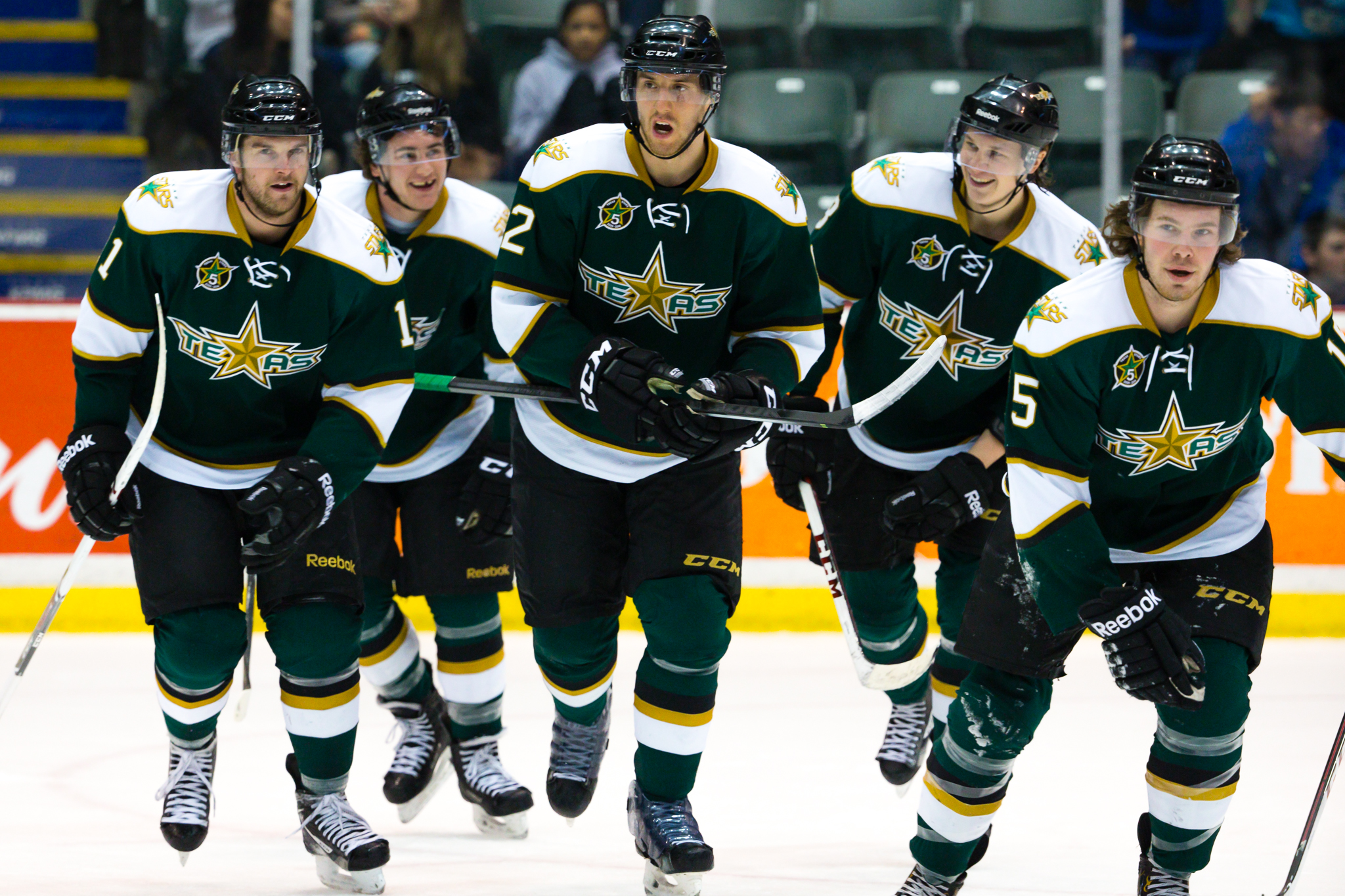
Die Texas Stars gewannen die Western Conference und waren das punktbeste Team der AHL Regular Season

### Abschlusstabellen
Abkürzungen: GP = Spiele, W = Siege, L = Niederlagen, OTL = Niederlage nach Overtime, SOL = Niederlage nach Shootout, GF = Erzielte Tore, GA = Gegentore, Pts = Punkte

Erläuterungen: In Klammern befindet sich die Platzierung innerhalb der Conference; Playoff-Qualifikation, Division-Sieger, Conference-Sieger

#### Eastern Conference
| Atlantic Division       | GP | W  | L  | OTL | SOL | GF  | GA  | Pts |
| ----------------------- | -- | -- | -- | --- | --- | --- | --- | --- |
| Manchester Monarchs (1) | 76 | 48 | 19 | 3   | 6   | 244 | 188 | 105 |
| St. John’s IceCaps (4)  | 76 | 46 | 23 | 2   | 5   | 258 | 207 | 99  |
| Providence Bruins (7)   | 76 | 40 | 25 | 2   | 9   | 233 | 210 | 91  |
| Worcester Sharks (11)   | 76 | 36 | 34 | 4   | 2   | 189 | 226 | 78  |
| Portland Pirates (15)   | 76 | 24 | 39 | 3   | 10  | 222 | 284 | 61  |

| Northeast Division           | GP | W  | L  | OTL | SOL | GF  | GA  | Pts |
| ---------------------------- | -- | -- | -- | --- | --- | --- | --- | --- |
| Springfield Falcons (2)      | 76 | 47 | 23 | 1   | 5   | 247 | 212 | 100 |
| Albany Devils (5)            | 76 | 40 | 23 | 5   | 8   | 220 | 193 | 93  |
| Hartford Wolf Pack (10)      | 76 | 37 | 32 | 1   | 6   | 202 | 220 | 81  |
| Adirondack Phantoms (13)     | 76 | 30 | 38 | 2   | 6   | 182 | 225 | 68  |
| Bridgeport Sound Tigers (14) | 76 | 28 | 40 | 2   | 6   | 183 | 238 | 64  |

| East Division                      | GP | W  | L  | OTL | SOL | GF  | GA  | Pts |
| ---------------------------------- | -- | -- | -- | --- | --- | --- | --- | --- |
| Binghamton Senators (3)            | 76 | 44 | 24 | 3   | 5   | 276 | 232 | 96  |
| Wilkes-Barre/Scranton Penguins (6) | 76 | 42 | 26 | 3   | 5   | 206 | 185 | 92  |
| Norfolk Admirals (8)               | 76 | 40 | 26 | 3   | 7   | 201 | 192 | 90  |
| Hershey Bears (9)                  | 76 | 39 | 27 | 5   | 5   | 221 | 213 | 88  |
| Syracuse Crunch (12)               | 76 | 31 | 32 | 4   | 9   | 198 | 232 | 75  |

#### Western Conference
| North Division          | GP | W  | L  | OTL | SOL | GF  | GA  | Pts |
| ----------------------- | -- | -- | -- | --- | --- | --- | --- | --- |
| Toronto Marlies (3)     | 76 | 45 | 25 | 2   | 4   | 223 | 202 | 96  |
| Rochester Americans (7) | 76 | 37 | 28 | 6   | 5   | 216 | 217 | 85  |
| Utica Comets (9)        | 76 | 35 | 32 | 5   | 4   | 187 | 216 | 79  |
| Lake Erie Monsters (12) | 76 | 32 | 33 | 1   | 10  | 197 | 232 | 75  |
| Hamilton Bulldogs (13)  | 76 | 33 | 35 | 1   | 7   | 182 | 224 | 74  |

| Midwest Division          | GP | W  | L  | OTL | SOL | GF  | GA  | Pts |
| ------------------------- | -- | -- | -- | --- | --- | --- | --- | --- |
| Chicago Wolves (2)        | 76 | 45 | 21 | 5   | 5   | 239 | 191 | 100 |
| Grand Rapids Griffins (4) | 76 | 46 | 23 | 2   | 5   | 238 | 187 | 99  |
| Milwaukee Admirals (6)    | 76 | 39 | 24 | 6   | 7   | 215 | 199 | 91  |
| Rockford IceHogs (10)     | 76 | 35 | 32 | 5   | 4   | 234 | 262 | 79  |
| Iowa Wild (15)            | 76 | 27 | 36 | 7   | 6   | 169 | 235 | 67  |

| West Division            | GP | W  | L  | OTL | SOL | GF  | GA  | Pts |
| ------------------------ | -- | -- | -- | --- | --- | --- | --- | --- |
| Texas Stars (1)          | 76 | 48 | 18 | 3   | 7   | 274 | 197 | 106 |
| Abbotsford Heat (5)      | 76 | 43 | 25 | 5   | 3   | 237 | 215 | 94  |
| Oklahoma City Barons (8) | 76 | 36 | 29 | 2   | 9   | 239 | 256 | 83  |
| Charlotte Checkers (11)  | 76 | 37 | 36 | 1   | 2   | 228 | 241 | 77  |
| San Antonio Rampage (14) | 76 | 30 | 37 | 3   | 6   | 206 | 235 | 69  |

### Beste Scorer

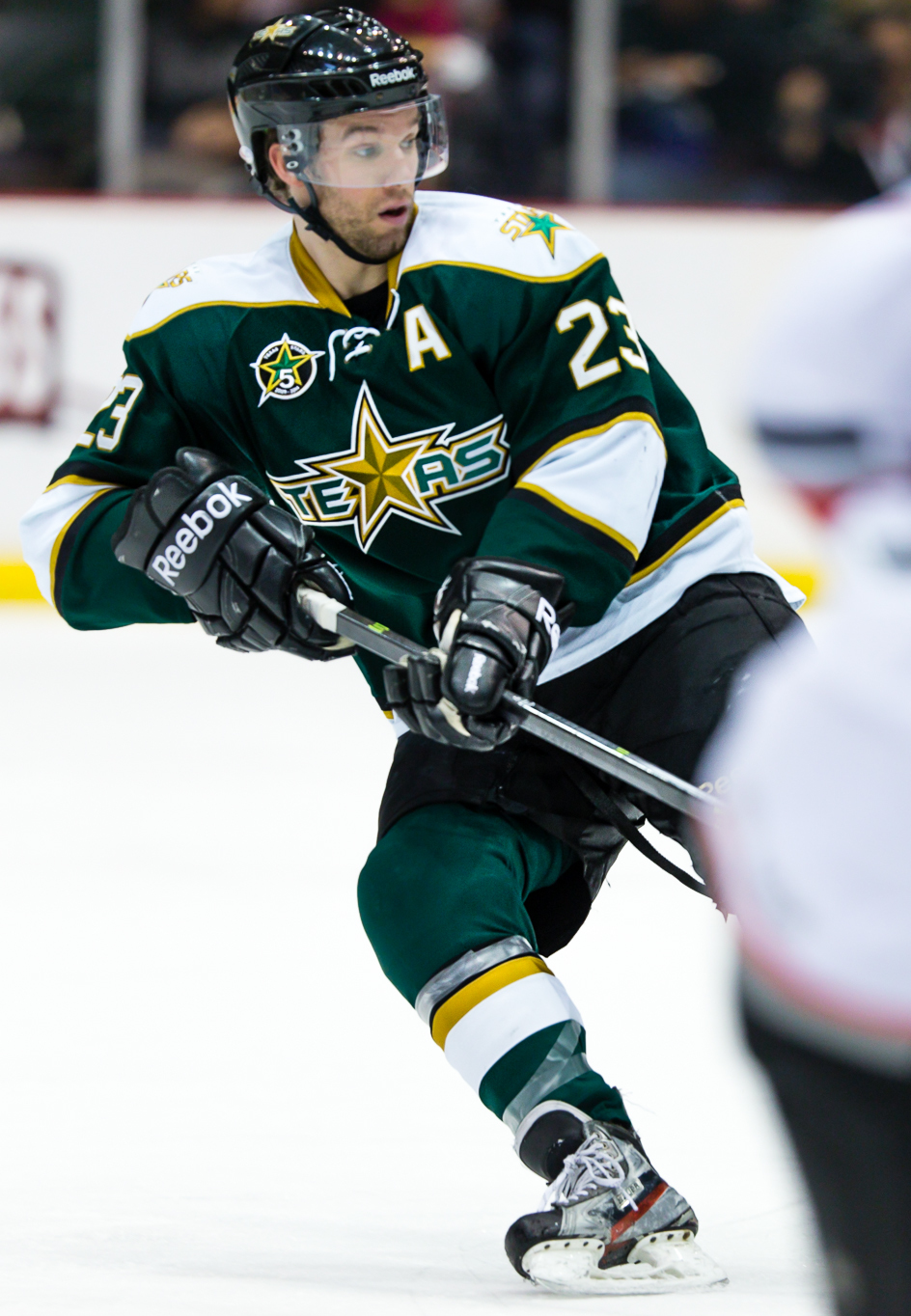
Travis Morin wurde Topscorer der Regular Season

Mit 88 Punkten führte Travis Morin die Scorerliste der AHL an. Auch seine 56 Assists waren Saisonbestwert. Bester Torschütze wurde Zach Boychuk mit 36 Treffern.
Abkürzungen: GP = Spiele, G = Tore, A = Assists, Pts = Punkte, +/- = Plus/Minus, PIM = Strafminuten; Fett: Saisonbestwert
| Spieler         | Team                | GP | G  | A  | Pts | PIM |
| --------------- | ------------------- | -- | -- | -- | --- | --- |
| Travis Morin    | Texas Stars         | 66 | 32 | 56 | 88  | 52  |
| Zach Boychuk    | Charlotte Checkers  | 69 | 36 | 38 | 74  | 55  |
| Andy Miele      | Portland Pirates    | 70 | 27 | 45 | 72  | 66  |
| T. J. Brennan   | Toronto Marlies     | 76 | 25 | 47 | 72  | 115 |
| Jordan Weal     | Manchester Monarchs | 76 | 23 | 47 | 70  | 42  |
| Chris Terry     | Charlotte Checkers  | 70 | 28 | 41 | 69  | 62  |
| Spencer Abbott  | Toronto Marlies     | 64 | 17 | 52 | 69  | 16  |
| Mike Hoffman    | Binghamton Senators | 51 | 30 | 37 | 67  | 32  |
| Curtis McKenzie | Texas Stars         | 75 | 27 | 38 | 65  | 92  |
| Jason Akeson    | Adirondack Phantoms | 70 | 24 | 40 | 64  | 42  |

### Beste Torhüter
Abkürzungen: GP = Spiele; TOI = Eiszeit (in Minuten); W = Siege; L = Niederlagen; OTL = Overtime/Shootout-Niederlagen; GA = Gegentore; SO = Shutouts; Sv% = gehaltene Schüsse (in %); GAA = Gegentorschnitt; Fett: Saisonbestwert
| Spieler         | Team                  | GP | TOI     | W  | L  | OTL | GA  | SO | Sv%   | GAA  |
| --------------- | --------------------- | -- | ------- | -- | -- | --- | --- | -- | ----- | ---- |
| Jake Allen      | Chicago Wolves        | 52 | 3138:21 | 33 | 16 | 3   | 106 | 7  | 0.928 | 2.03 |
| Petr Mrázek     | Grand Rapids Griffins | 32 | 1829:52 | 22 | 9  | 1   | 64  | 3  | 0.924 | 2.10 |
| Keith Kinkaid   | Albany Devils         | 43 | 2518:58 | 24 | 13 | 5   | 96  | 4  | 0.912 | 2.29 |
| Thomas McCollum | Grand Rapids Griffins | 46 | 2560:46 | 24 | 12 | 4   | 98  | 2  | 0.922 | 2.30 |
| Malcolm Subban  | Providence Bruins     | 33 | 1919:51 | 15 | 10 | 5   | 74  | 1  | 0.920 | 2.31 |

## Calder-Cup-Playoffs

### Modus
In den ersten drei Runden spielt jede Conference ihren eigenen Sieger aus, die im Calder-Cup-Finale aufeinander treffen. Dabei trifft die auf der Setzliste am höchsten befindliche Mannschaft immer auf die niedrigst gesetzte. Innerhalb jeder Conference nehmen dabei die Divisionssieger die ersten drei Plätze ein, während die verbleibenden Mannschaften nach ihrer Punktzahl absteigend sortiert werden. Die erste Playoffrunde wird im Best-of-Five-Modus ausgetragen, alle übrigen Serien werden im Best-of-Seven-Modus ausgespielt, das heißt, dass ein Team vier Siege zum Erreichen der nächsten Runde benötigt. Das höher gesetzte Team hat dabei die ersten beiden Spiele Heimrecht, die nächsten beiden das gegnerische Team. Sollte bis dahin kein Sieger aus der Runde hervorgegangen sein, wechselt das Heimrecht von Spiel zu Spiel. So hat die höhergesetzte Mannschaft in Spiel 1, 2, 5 und 7, also vier der maximal sieben Spiele, einen Heimvorteil.
Bei Spielen, die nach der regulären Spielzeit von 60 Minuten unentschieden bleiben, folgt die Overtime, die im Gegensatz zur regulären Saison mit fünf Feldspielern gespielt wird. Die Drittel dauern weiterhin 20 Minuten und es wird so lange gespielt, bis ein Team das nächste Tor schießt (fortlaufende Overtime).

### Playoff-Baum
|  | Conference-Viertelfinale                              | Conference-Viertelfinale       | Conference-Viertelfinale       |                    | Conference-Halbfinale          | Conference-Halbfinale | Conference-Halbfinale |   |                    | Conference-Finale | Conference-Finale | Conference-Finale |  |  | Calder-Cup-Finale | Calder-Cup-Finale | Calder-Cup-Finale |
|  |                                                       |                                |                                |                    |                                |                       |                       |   |                    |                   |                   |                   |  |  |                   |                   |                   |
|  | 1                                                     | Manchester Monarchs            | 1                              |                    | 4                              | St. John’s IceCaps    | 4                     |   |                    |                   |                   |                   |  |  |                   |                   |                   |
|  | 8                                                     | Norfolk Admirals               | 3                              | 8                  | Norfolk Admirals               | 2                     |                       |   |                    |                   |                   |                   |  |  |                   |                   |                   |
|  |                                                       |                                |                                |                    |                                |                       |                       |   |                    |                   |                   |                   |  |  |                   |                   |                   |
|  | 2                                                     | Springfield Falcons            | 2                              | Eastern Conference | Eastern Conference             | Eastern Conference    |                       |   |                    |                   |                   |                   |  |  |                   |                   |                   |
|  | 2                                                     | Springfield Falcons            | 2                              | Eastern Conference | Eastern Conference             | Eastern Conference    |                       |   |                    |                   |                   |                   |  |  |                   |                   |                   |
|  | 7                                                     | Providence Bruins              | 3                              |                    |                                |                       |                       |   |                    |                   |                   |                   |  |  |                   |                   |                   |
|  | 7                                                     | Providence Bruins              | 3                              | 4                  | St. John’s IceCaps             | 4                     |                       |   |                    |                   |                   |                   |  |  |                   |                   |                   |
|  |                                                       |                                |                                | 4                  | St. John’s IceCaps             | 4                     |                       |   |                    |                   |                   |                   |  |  |                   |                   |                   |
|  |                                                       | 6                              | Wilkes-Barre/Scranton Penguins | 2                  |                                |                       |                       |   |                    |                   |                   |                   |  |  |                   |                   |                   |
|  | 3                                                     | 6                              | Wilkes-Barre/Scranton Penguins | 2                  | Binghamton Senators            | 1                     |                       |   |                    |                   |                   |                   |  |  |                   |                   |                   |
|  | 3                                                     |                                |                                |                    | Binghamton Senators            | 1                     |                       |   |                    |                   |                   |                   |  |  |                   |                   |                   |
|  | 6                                                     | Wilkes-Barre/Scranton Penguins | 3                              |                    |                                |                       |                       |   |                    |                   |                   |                   |  |  |                   |                   |                   |
|  | 6                                                     | Wilkes-Barre/Scranton Penguins | 3                              |                    |                                |                       |                       |   |                    |                   |                   |                   |  |  |                   |                   |                   |
|  |                                                       |                                |                                |                    |                                |                       |                       |   |                    |                   |                   |                   |  |  |                   |                   |                   |
|  | 4                                                     | St. John’s IceCaps             | 3                              | 6                  | Wilkes-Barre/Scranton Penguins | 4                     |                       |   |                    |                   |                   |                   |  |  |                   |                   |                   |
|  | 4                                                     | St. John’s IceCaps             | 3                              | 6                  | Wilkes-Barre/Scranton Penguins | 4                     |                       |   |                    |                   |                   |                   |  |  |                   |                   |                   |
|  | 5                                                     | Albany Devils                  | 1                              | 7                  | Providence Bruins              | 3                     |                       |   |                    |                   |                   |                   |  |  |                   |                   |                   |
|  | 5                                                     | Albany Devils                  | 1                              | 7                  | Providence Bruins              | 3                     |                       | 4 | St. John’s IceCaps | 1                 |                   |                   |  |  |                   |                   |                   |
|  | (Die Teams werden nach der ersten Runde neu gesetzt.) |                                |                                |                    |                                |                       |                       | 4 | St. John’s IceCaps | 1                 |                   |                   |  |  |                   |                   |                   |
|  |                                                       | 1                              | Texas Stars                    | 4                  |                                |                       |                       |   |                    |                   |                   |                   |  |  |                   |                   |                   |
|  | 1                                                     | 1                              | Texas Stars                    | 4                  | Texas Stars                    | 3                     |                       | 1 | Texas Stars        | 4                 |                   |                   |  |  |                   |                   |                   |
|  | 1                                                     |                                |                                |                    |                                | 3                     |                       | 1 | Texas Stars        | 4                 |                   |                   |  |  |                   |                   |                   |
|  | 8                                                     | Oklahoma City Barons           | 0                              | 4                  | Grand Rapids Griffins          | 2                     |                       |   |                    |                   |                   |                   |  |  |                   |                   |                   |
|  | 8                                                     | Oklahoma City Barons           | 0                              | 4                  | Grand Rapids Griffins          | 2                     |                       |   |                    |                   |                   |                   |  |  |                   |                   |                   |
|  |                                                       |                                |                                |                    |                                |                       |                       |   |                    |                   |                   |                   |  |  |                   |                   |                   |
|  | 2                                                     | Chicago Wolves                 | 3                              |                    |                                |                       |                       |   |                    |                   |                   |                   |  |  |                   |                   |                   |
|  | 2                                                     | Chicago Wolves                 | 3                              |                    |                                |                       |                       |   |                    |                   |                   |                   |  |  |                   |                   |                   |
|  | 7                                                     | Rochester Americans            | 2                              |                    |                                |                       |                       |   |                    |                   |                   |                   |  |  |                   |                   |                   |
|  | 7                                                     | Rochester Americans            | 2                              | 1                  | Texas Stars                    | 4                     |                       |   |                    |                   |                   |                   |  |  |                   |                   |                   |
|  |                                                       |                                |                                | 1                  | Texas Stars                    | 4                     |                       |   |                    |                   |                   |                   |  |  |                   |                   |                   |
|  |                                                       | 3                              | Toronto Marlies                | 3                  |                                |                       |                       |   |                    |                   |                   |                   |  |  |                   |                   |                   |
|  | 3                                                     | 3                              | Toronto Marlies                | 3                  | Toronto Marlies                | 3                     |                       |   |                    |                   |                   |                   |  |  |                   |                   |                   |
|  | 3                                                     |                                |                                |                    | Toronto Marlies                | 3                     |                       |   |                    |                   |                   |                   |  |  |                   |                   |                   |
|  | 6                                                     | Milwaukee Admirals             | 0                              | Western Conference | Western Conference             | Western Conference    |                       |   |                    |                   |                   |                   |  |  |                   |                   |                   |
|  | 6                                                     | Milwaukee Admirals             | 0                              | Western Conference | Western Conference             | Western Conference    |                       |   |                    |                   |                   |                   |  |  |                   |                   |                   |
|  |                                                       |                                |                                |                    |                                |                       |                       |   |                    |                   |                   |                   |  |  |                   |                   |                   |
|  | 4                                                     | Grand Rapids Griffins          | 3                              | 2                  | Chicago Wolves                 | 0                     |                       |   |                    |                   |                   |                   |  |  |                   |                   |                   |
|  | 5                                                     | Abbotsford Heat                | 1                              | 3                  | Toronto Marlies                | 4                     |                       |   |                    |                   |                   |                   |  |  |                   |                   |                   |

### Calder-Cup-Sieger
| Calder-Cup-Sieger Texas Stars | Torhüter: Jack Campbell, Cristopher Nihlstorp, Josh Robinson Verteidiger: Maxime Fortunus, Cameron Gaunce, Jyrki Jokipakka, Hubert Labrie, Derek Meech, Patrik Nemeth, Jamie Oleksiak, William Wrenn Angreifer: Justin Dowling, Radek Faksa, Scott Glennie, Mike Hedden, Kevin Henderson, Derek Hulak, Dustin Jeffrey, Curtis McKenzie, Travis Morin, Chris Mueller, Taylor Peters, Toby Petersen, Brendan Ranford, Brett Ritchie, Matěj Stránský, Branden Troock, Taylor Vause Cheftrainer: Willie Desjardins General Manager: Scott White |

## Vergebene Trophäen

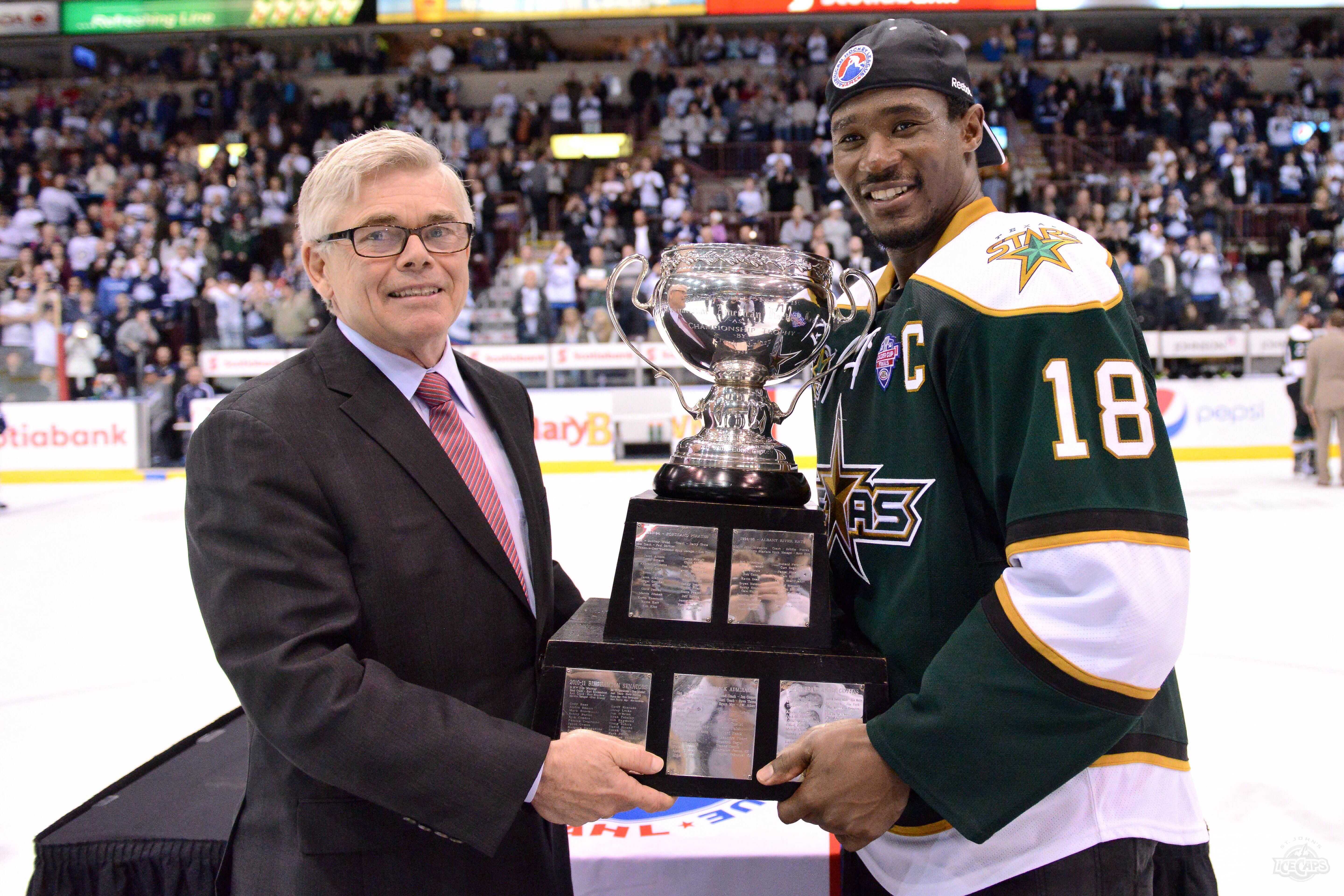
Die Texas Stars gewannen den Calder Cup (hier Kapitän Maxime Fortunus) ...

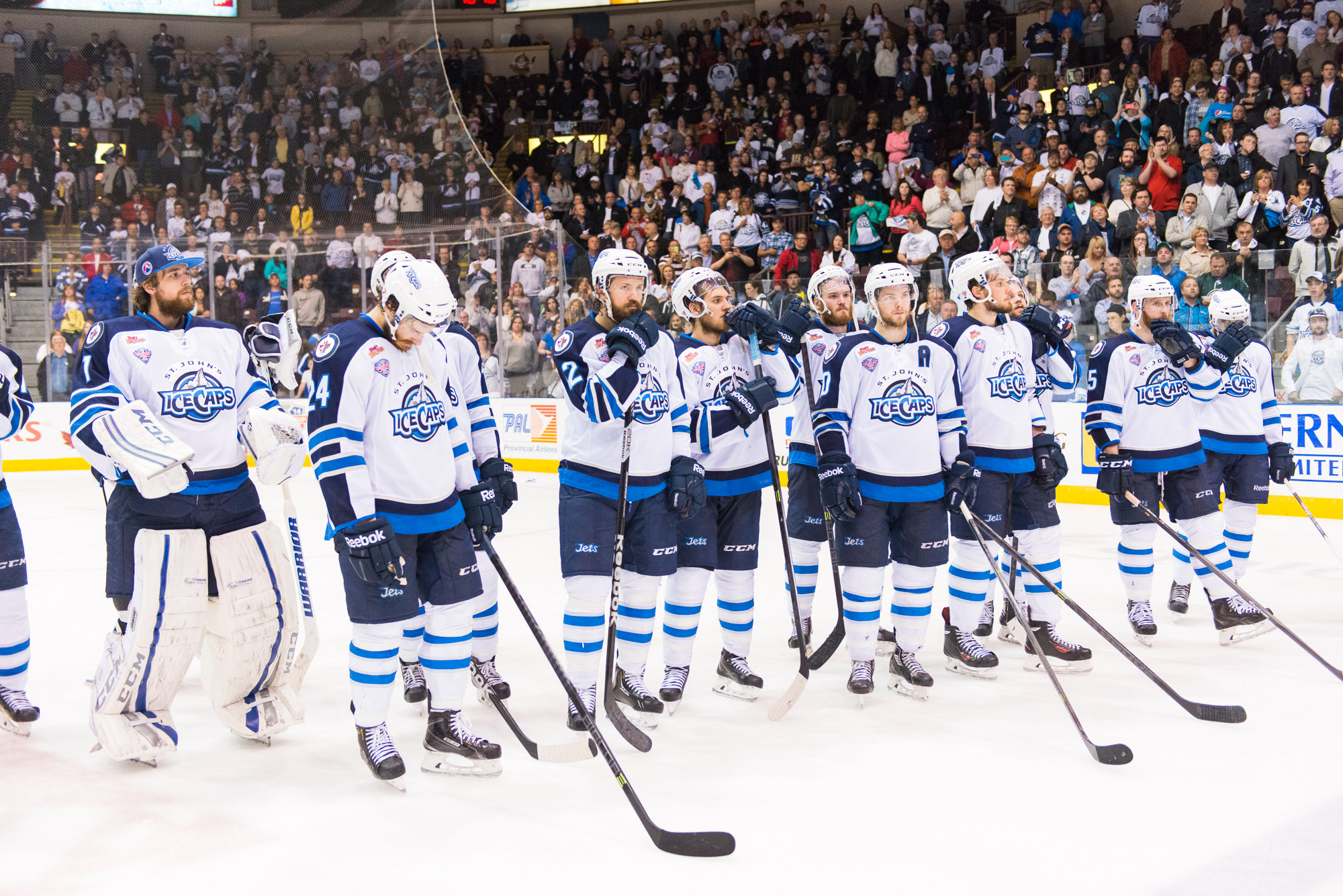
... gegen die St. John’s IceCaps

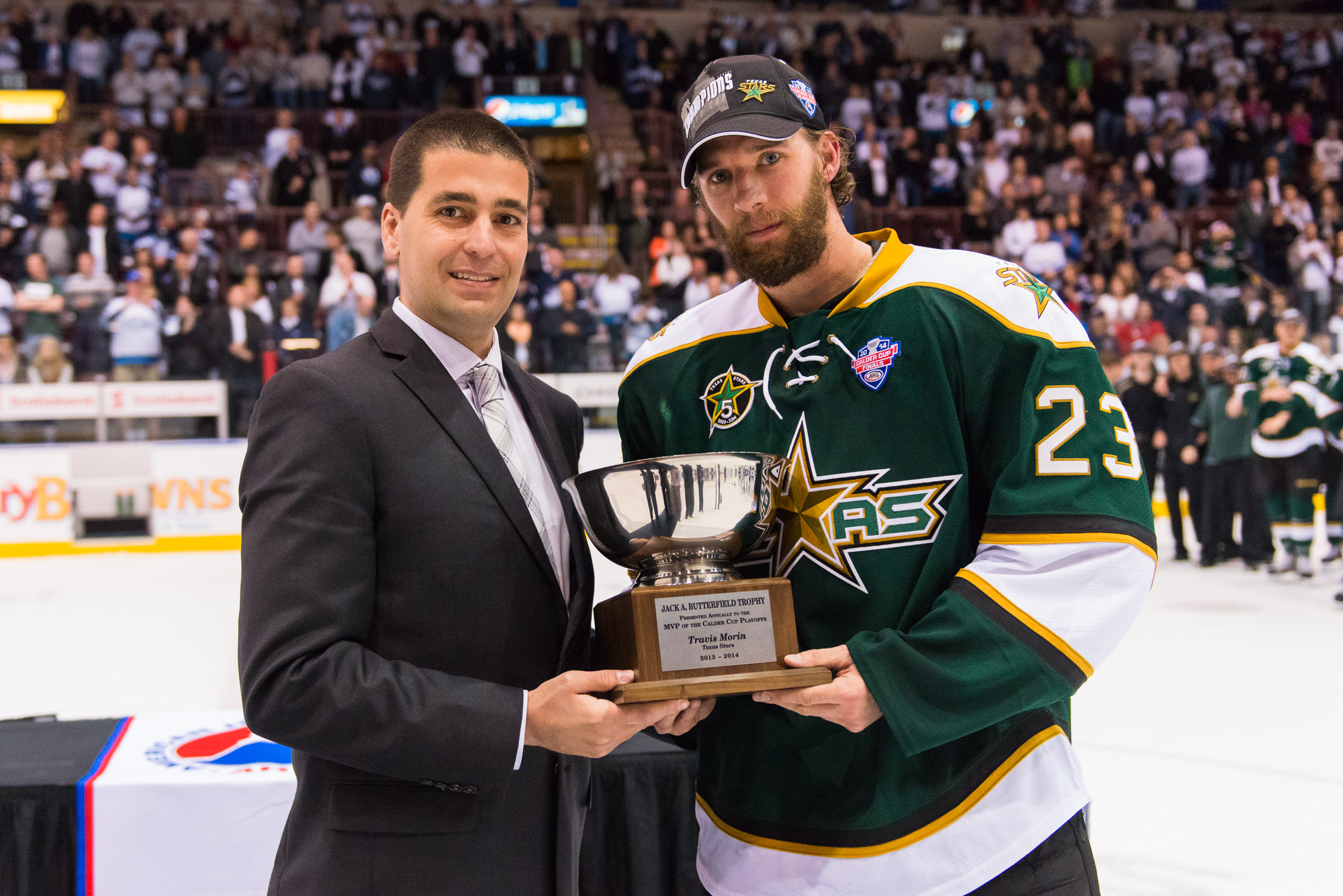
Travis Morin erhielt die Jack A. Butterfield Trophy (2014)

### Mannschaftstrophäen
| Auszeichnung                                                     | Team                |
| ---------------------------------------------------------------- | ------------------- |
| Calder Cup Gewinner der AHL-Playoffs                             | Texas Stars         |
| Richard F. Canning Trophy Gewinner des Eastern-Conference-Finale | St. John’s IceCaps  |
| Robert W. Clarke Trophy Gewinner des Western-Conference-Finale   | Texas Stars         |
| Macgregor Kilpatrick Trophy Bestes Team der regulären Saison     | Texas Stars         |
| Frank S. Mathers Trophy Bestes Team der East Division            | Binghamton Senators |
| Norman R. „Bud“ Poile Trophy Bestes Team der Midwest Division    | Chicago Wolves      |
| Emile Francis Trophy Bestes Team der Atlantic Division           | Manchester Monarchs |
| F. G. „Teddy“ Oke Trophy Bestes Team der Northeast Division      | Springfield Falcons |
| Sam Pollock Trophy Bestes Team der North Division                | Toronto Marlies     |
| John D. Chick Trophy Bestes Team der West Division               | Texas Stars         |

### Individuelle Trophäen
| Auszeichnung                                                                                                   | Spieler                        | Team                           |
| --- | ------------------------------ | ------------------------------ |
| Les Cunningham Award MVP der regulären Saison                                                                  | Travis Morin                   | Texas Stars                    |
| John B. Sollenberger Trophy Bester Scorer                                                                      | Travis Morin                   | Texas Stars                    |
| Willie Marshall Award Bester Torschütze                                                                        | Zach Boychuk                   | Charlotte Checkers             |
| Dudley „Red“ Garrett Memorial Award Bester Rookie                                                              | Curtis McKenzie                | Texas Stars                    |
| Eddie Shore Award Bester Verteidiger                                                                           | T. J. Brennan                  | Toronto Marlies                |
| Aldege „Baz“ Bastien Memorial Award Bester Torhüter                                                            | Jake Allen                     | Chicago Wolves                 |
| Harry „Hap“ Holmes Memorial Award Torhüter mit dem geringsten Gegentorschnitt                                  | Jeff Deslauriers Eric Hartzell | Wilkes-Barre/Scranton Penguins |
| Louis A. R. Pieri Memorial Award Bester Trainer                                                                | Jeff Blashill                  | Grand Rapids Griffins          |
| Fred T. Hunt Memorial Award Für den Spieler, der durch Fairness, Einsatz und Hingabe herausragt                | Jake Dowell                    | Iowa Wild                      |
| Yanick Dupré Memorial Award Für den Spieler, der sich durch besonderen Einsatz in der Gesellschaft auszeichnet | Eric Neilson                   | Syracuse Crunch                |
| Jack A. Butterfield Trophy MVP der Calder-Cup-Playoffs                                                         | Travis Morin                   | Texas Stars                    |

### All-Star-Teams
| First All-Star Team | First All-Star Team                           |
| ------------------- | --------------------------------------------- |
| Angriff:            | Mike Hoffman – Travis Morin – Colton Sceviour |
| Verteidigung:       | T. J. Brennan – Adam Clendening               |
| Tor:                | Jake Allen                                    |

| Second All-Star Team | Second All-Star Team                       |
| -------------------- | ------------------------------------------ |
| Angriff:             | Andy Miele – Zach Boychuk – Spencer Abbott |
| Verteidigung:        | Adam Almqvist – Brad Hunt                  |
| Tor:                 | Petr Mrázek                                |

| All-Rookie Team | All-Rookie Team                                 |
| --------------- | ----------------------------------------------- |
| Angriff:        | Curtis McKenzie – Teemu Pulkkinen – Ryan Strome |
| Verteidigung:   | Brenden Kichton – Ryan Sproul                   |
| Tor:            | Joni Ortio                                      |